# 微药金茅
微药金茅（学名：Eulalia micranthera）为禾本科金茅屬下的一个种。